# 러시안스
《러시안스》(The Russians Are Coming, The Russians Are Coming)는 미국에서 제작된 노만 주이슨 감독의 1966년 코미디, 전쟁 영화이다. 칼 라이너 등이 주연으로 출연하였고 노만 주이슨 등이 제작에 참여하였다.

## 줄거리
9월의 어느 날 아침, 소련 해군 잠수함 스프루트의 함장이 북아메리카를 보기 위해 뉴잉글랜드 해안에 너무 가깝게 접근하여, 인구 약 200명의 매사추세츠 글로스터 근처의 글로스터 섬의 모래톱에 좌초된다. 함장은 도움을 요청하기 위해 무선 통신을 할 경우 당혹스러운 국제적 사건이 될 위험이 있다고 판단하여, 자신의 정치장교 유리 로자노프 중위가 이끄는 9명의 상륙 부대를 보내 잠수함을 풀어줄 모터 보트를 찾도록 한다. 이들은 뉴욕 출신의 휴가 중인 극작가 월트 휘태커의 집에 도착한다. 월트는 여름이 끝나자마자 아내 엘스페스와 자녀 피트, 애니를 섬에서 떠나게 하려고 한다.
피트는 믿지 않는 아버지에게 무장한 러시아인들이 집 근처에 있다고 말하지만, 월트는 곧 로자노프와 그의 부하 알렉세이 콜친을 만나게 된다. 그들은 자신들을 섬에 온 낯선 사람이라고 밝히며, 이용 가능한 보트가 있는지 묻는다. 월트는 회의적이며 그들이 무장한 러시아인인지 묻는다. 깜짝 놀란 로자노프는 그렇다고 인정하며 월트에게 총을 겨눈다. 로자노프는 휘태커 가족이 스테이션 왜건을 내놓으면 아무 해를 입히지 않겠다고 약속한다. 엘스페스는 자동차 키를 건네지만, 러시아인들이 떠나기 전에 로자노프는 알렉세이에게 휘태커 가족이 도망치지 못하도록 막으라고 명령한다.
스테이션 왜건은 곧 휘발유가 떨어지고, 러시아인들은 걸어가야 한다. 그들은 우체국장 뮤리엘 에버렛의 낡은 세단을 훔친다. 그녀는 수다쟁이 전화 교환원 앨리스 포스에게 전화하고, 곧 러시아 낙하산 부대원들과 공항 공습에 대한 소문이 섬을 혼란에 빠뜨린다. 경찰서장 링크 매톡스와 그의 보좌관 노먼 조나스는 펜달 호킨스가 이끄는 시민 민병대를 진압하려고 한다.
한편, 월트, 엘스페스, 피트는 18세 이웃이자 애니의 베이비시터인 앨리슨 팔머가 일하러 오자 알렉세이를 제압하고 도망칠 기회를 얻는다. 알렉세이는 도망치지만, 월트, 엘스페스, 피트가 도움을 찾으러 떠나자 그는 집으로 돌아와 자신의 무기를 회수한다. 집에는 앨리슨과 애니만 남아있다. 알렉세이는 싸움을 원하지 않지만, 거주지를 경비하라는 상사의 명령에 복종해야 한다. 그는 아무도 해치지 않겠다고 약속하며 증거로 자신의 총을 넘겨주겠다고 제안한다. 앨리슨은 그를 믿고 그의 총을 원하지 않는다.
월트는 전화 교환소에서 러시아인들에게 다시 잡힌다. 포스 부인을 제압하고 월트와 그녀를 함께 묶은 뒤 섬의 전화 교환기를 무력화시킨 후, 7명의 러시아인들은 세탁소에서 민간인 옷을 훔치고, 캐빈 크루저를 훔쳐 잠수함으로 향한다. 휘태커의 집으로 돌아온 알렉세이와 앨리슨은 대화하고 키스하며 사랑에 빠진다. 전화 교환소에서 월트와 포스 부인은 사무실 밖으로 깡총깡총 뛰어간다. 그들은 결국 엘스페스와 피트에게 발견되어 풀려난다. 그들은 집으로 돌아가고, 월트는 그들보다 먼저 도착한 로자노프에게 총을 쏘아 거의 죽일 뻔한다. 오해가 풀리자 휘태커 가족, 로자노프, 알렉세이는 함께 마을로 가서 무슨 일이 일어나는지 모두에게 설명하기로 한다.
조수가 차오르면서 잠수함은 모래톱에서 떠올라 수면으로 섬의 주요 항구로 향한다. 공습 소문을 조사하고 허위임을 밝혀낸 매톡스 서장은 시민 민병대와 함께 마을로 돌아온다. 로자노프가 통역사 역할을 하는 가운데, 러시아 함장은 잃어버린 7명의 선원들이 돌아오지 않으면 마을에 발포하겠다고 위협한다. 그의 승무원들은 백여 명의 무장한 마을 사람들을 마주한다. 두 어린 소년은 더 잘 보기 위해 교회 종탑으로 올라가다가 한 명이 미끄러져 떨어지지만, 벨트가 배수로에 걸려 40피트 공중에 매달리게 된다. 미국인 섬 주민들과 러시아 잠수함 승무원들은 힘을 합쳐 인간 피라미드를 만들고 그를 구조한다.
양측 사이에 평화가 이루어진다. 그러나 호킨스는 무전으로 공군에 연락했다. 공동 결정으로 잠수함은 마을 주민들의 보트 보호를 받으며 항구를 떠난다. 알렉세이는 앨리슨에게 작별 인사를 한다. 잃어버린 러시아인들이 탄 훔친 보트는 잠수함을 만나 그들이 탑승하고, 곧 두 대의 공군 제트기가 도착한다. 그러나 제트기들은 호위하는 소형 선박 함대를 보고 방향을 바꾼다. 스프루트는 심해로 나아가 안전하게 된다.

## 출연

### 주연
- 칼 라이너
- 에바 마리 세인트
- 알란 아킨
- 브라이언 키이스

### 조연
- 조나단 윈터스
- 폴 포드
- 데오도르 비켈
- 테시 오쉐어

## 기타
- 원작자: 윌리엄 로즈
- 미술: 로버트 F. 보일
- 배역: 린 스터마스터